# 萧氏传媒
萧氏传媒股份有限公司（英語：Shaw Media Inc.）是加拿大萧氏通讯股份有限公司旗下负责广播电视业务的子公司。萧氏传媒拥有环球电视网，该电视网通过13家电视台向加拿大全境播出；同时该电视网还拥有19个专业频道，这其中包括锅铲频道、屋庭电视、橱窗电视、美食电视网和历史电视网等。
2016年4月1日，萧氏传媒全部资产被原姊妹公司康力斯娱乐全数收购，萧氏传媒作为公司实体结束运营。

## 公司运营
萧氏传媒拥有20个专业电视频道、2个社区电视频道和1个按次付费点播电视频道。这包括：Slice频道、HGTV、Showcase频道、美食电视网、国家地理频道、Lifetime频道、BBC加拿大、历史电视网和历史2频道。
而萧氏传媒所拥有的环球电视网则通过13家电视台覆盖加拿大全境，这些电视台包括：CHAN电视台（不列颠哥伦比亚省）、CHBC电视台（欧肯纳根）、CITV电视台（埃德蒙顿）、CICT电视台（卡尔加里）、CISA电视台（莱斯布里奇）、CFRE电视台（里贾纳）。